# Gustave Dubled
Gustave Dubled, né le 21 janvier 1864 à Flers-lez-Lille (Nord) et décédé le 23 août 1916 à Saint-Maur-des-Fossés (Val-de-Marne), est un syndicaliste et homme politique français.

## Biographie
Gustave Dubled est le fils d'Auguste Joseph Dubled, contremaître (1842-1899) et d’Élisa Élise Debuigne, servante (1843-1864). Sa mère décède après sa naissance. Gustave Dubled est élevé par son grand-père, ouvrier agricole, qui le garde auprès de lui quand son père se remarie Rosalie Valnier en 1873. 
Il prend part à la campagne de Tunisie (1885-1887) et d'Algérie (1887-1890). A son retour,il devient membre du Syndicat textile de Roubaix, et en 1890 du Parti Ouvrier Français. Il est le fondateur de la Coopérative de boucherie de Wasquehal en 1895. 
Il est militant au sein du syndicat du textile et adhère en 1890 au Parti ouvrier français. Il se marie en 1891 avec Léonie Delmaère et aura quatre enfants, Élisa, Stéphane, Constant et Gaston. En 1904, il est élu conseiller municipal de Wasquehal et en 1908, devient adjoint au maire SFIO Louis Lejeune-Mulliez et est conseiller d'arrondissement en 1907. Il se présente aux élections législatives de 1910 qu’il remporte face au conservateur monsieur Ducrocq. Il est réélu en 1914, face à un autre conservateur, monsieur Cléty. 
Alors qu'il se trouve à Paris pour les aides aux victime de guerre, Gustave Dubled meurt de maladie à Saint-Maur-des-Fossés dans le Val-de-Marne le 23 aout 1916. Conseiller municipal de Wasquehal en 1904, il est adjoint au maire de 1908 à 1916. Un hommage lui est rendu au Cimetière parisien de Pantin, par monsieur Henri Durre, député du Nord et Jules Duflot, président du comité central de réfugiés. On trouve dans le cortège, Charles Debierre, Pierre Mélin, Jean-Charles Deguise, Marcel Sembat et Arthur Levasseur. 
Le président de la République Paul Deschanel fait un discours d’hommage lors d’une cérémonie nationale : « Je ne crois pouvoir mieux faire que de citer ici les paroles qu’adressait à ses amis, à la nouvelle de sa mort, le Conseil national de son parti. « Nous rendrons son corps à sa famille et à la terre qui l’a vu naître quand, la victoire ayant couronné nos efforts, l’heure de la délivrance sonnera pour tous nos frères qui souffrent sous le joug de l’ennemi »,. 
Son fils, Constant, participe à la Première Guerre mondiale, titulaire du brevet de pilote militaire no 4272 en date du 20 août 1916, il sera affecté au 2e groupe d'aviation  en tant que pilote du Groupe des divisions d'entrainement (GDE). Il est tué au cours d'un accident d'avion à Lagny-le-Sec, le 22 décembre 1916. La très grande majorité des personnes décédées pendant le GDE sont déclarées « Mort pour la France ». Sa dépouille est rapatriée à Wasquehal.
Son fils, Stéphane, adhère à la Section française de l'Internationale ouvrière puis rejoint rapidement les rangs du Parti communiste lors de la scission de 1921 et fonde la section locale de Wasquehal dont il sera le secrétaire de longues années. Il est ensuite trésorier du comité départemental du Nord du Secours rouge international à la fin des années 20. Il sera rédacteur au journal communiste de la région du Pas-de-Calais, L'Enchaîné.

## Synthèse des fonctions et des mandats
- 10 mai 108 - 23 aout 1916 : adjoint au maire de Wasquehal
- 8 mai 1910 - 31 mai 1914 : député de la Député de la 6e circonscription de Lille
- 26 avril 1914 - 23 aout 1916 : député de la Député de la 6e circonscription de Lille

## Sources
- « Gustave Dubled », dans le Dictionnaire des parlementaires français (1889-1940), sous la direction de Jean Jolly, PUF, 1960 [détail de l’édition]